# Baureihe 106 (DR)
 Baureihe 106 - lokomotywa spalinowa wyprodukowana w latach 1959-1982 dla kolei wschodnioniemieckich. Lokomotywy zostały wyprodukowane do prowadzenia pociągów towarowych na niezelektryfikowanych liniach kolejowych.

## Historia
Pierwsza lokomotywa spalinowa została wyprodukowana w 1958 roku przez zakład w miejscowości Babelsberg. Pomalowana została na charakterystyczne bordowe malowanie. Natomiast kolejne produkowane lokomotywy malowano na pomarańczowy kolor. Od października 1964 roku spalinowozy były produkowane w zakładach zlokalizowanych miejscowości w Hennigsdorf. Wyprodukowano 2093 lokomotyw spalinowych. Ostatnia lokomotywa została wyprodukowana w 1984 roku. Kilka spalinowozów zostało wyprodukowanych dla kolei przemysłowych oraz wyeksportowanych do kilku krajów europejskich i afrykańskich. Niektóre lokomotywy posiadały zamontowany pantograf. Kilka lokomotyw zachowano jako czynne eksponaty zabytkowe.